# 9 frimaire
9 brumaire 9 nivôse
Le nonidi 9 frimaire, officiellement dénommé jour de la genièvre, est le 69e jour de l'année du calendrier républicain.
C'était généralement le 29e jour du mois de novembre dans le calendrier grégorien.